# サッポロドラッグストアー
株式会社サッポロドラッグストアー（英: Sapporo Drug Store Co., Ltd.）は、北海道札幌市に本部を置くドラッグストアチェーン。持株会社であるサツドラホールディングス（以下サツドラHD）の子会社。
2016年から公式な略称としてきた「サツドラ」をストアブランドとしている。創業から2016年まで、ストアブランドは会社名と同じ「サッポロドラッグストアー」であった。

## 沿革
- 1972年（昭和47年）12月 - 札幌市西区手稲山口（現在の手稲区手稲山口）のスーパーマーケットのテナントとして、富山睦浩がサッポロドラッグストアーを創業[3][4][5]。
- 1983年（昭和58年）4月 - 株式会社サッポロドラッグストアーを設立。
- 1989年（平成元年）1月 - 本社を札幌市北区太平3条1丁目2-18に移転。
- 2001年（平成13年）10月 - マツモトキヨシと業務提携。
- 2003年（平成15年）10月22日 - JASDAQ上場。
- 2004年（平成16年）
  - 8月24日 - ショッピングサイト『e!サッポロドラッグ』をオープン。
  - 10月 - 新ポイントカードを開始。
- 2010年（平成22年）
  - 6月21日 - 共同仕入機構のニチリウグループに加盟[6]。
  - 11月8日 - 札幌証券取引所に上場。
  - 12月16日 - イーネットと提携して店舗内に銀行ATMを設置開始。
- 2011年（平成23年）10月18日 - 北8条店、月寒東店にてKitaca利用可能となる[7]。
- 2013年（平成25年）12月3日 - JASDAQから東京証券取引所第二部へ市場変更。
- 2014年（平成26年）
  - 6月 - 北海道共通ポイントカード「EZOCA」（エゾカ）を導入し、ポイントサービスをEZOCAへ移行[8]。
  - 7月22日 - 東京証券取引所第一部へ指定替え。
- 2016年（平成28年）
  - 3月7日 - 北海道と「子育て支援の活性化に向けた連携協力協定」を締結[9]。
  - 3月24日 - ストアブランドを「サツドラ」へ変更[2]。
  - 4月16日 - 沖縄県豊見城市の沖縄アウトレットモール・あしびなー内に沖縄あしびなー店を開店。道外へ初出店。
  - 8月10日 - 東京証券取引所第一部と札幌証券取引所の上場廃止[10]。
  - 8月16日 - 単独株式移転により、持株会社であるサツドラホールディングス株式会社を設立[11][12]。
  - 10月17日 - サツドラ全店にて楽天Edy、nanaco、QUICPay、iD、交通系電子マネー（Kitaca・Suica・TOICA・ICOCA・SUGOCA・PASMO・nimoca・はやかけん・manaca）が利用可能となる[13]。
  - 11月12日 - 御徒町駅北口付近に首都圏第1号となる上野御徒町店が開店[14]。
  - 11月18日 - 福岡市中央区に福岡シーホーク店を開店。福岡県へ進出。
- 2017年（平成29年）
  - 1月15日 - 台湾第1号となる台中麗寶店がオープン[15]。
  - 6月22日 - 北海道くらし百貨店札幌ノルベサ店を開店しアンテナショップ業界に参入。
  - 7月 - サツドラ全店にてWAONが利用可能となる。
  - 11月15日 - サツドラ187店舗、北海道くらし百貨店2店舗にてdポイントが利用可能となる[16]。
- 2018年（平成30年）
  - 4月9日 - サツドラ187店舗、北海道くらし百貨店2店舗にてSAPICAが利用可能となる[17]。
  - 11月11日 - 京都市東山区に京都清水五条坂店を開店。京都府へ進出。
  - 12月13日 - 新規オープンした東雁来11条店内に実験的に「サツドラICHIBA」（生鮮食品売場）を設置[18]。
- 2019年（平成31年 / 令和元年）
  - 2月7日 - サツドラ、北海道くらし百貨店全店舗にてPayPayが利用可能となる[19]。
  - 4月18日 - 奈良市に奈良もちいどの店を開店。奈良県へ進出。
  - 9月2日 - サツドラ、北海道くらし百貨店全店舗にてau Pay、LINE Pay、メルペイ、楽天ペイが利用可能となる[20]。
  - 12月20日 - サツドラHDが、生活協同組合コープさっぽろと包括業務提携契約を締結[21]。
- 2020年（令和2年）
  - 1月14日 - 京都清水五条坂店を閉店。京都府から撤退。
  - 1月15日 - 奈良もちいどの店を閉店。奈良県から撤退。
  - 2月11日 - 上野御徒町店を閉店し、東京都から撤退。
  - 9月 - 本社を札幌市東区北8条東4丁目1-20に移転。
- 2021年（令和3年）
  - 5月14日 - コープさっぽろがフランチャイズ加盟店となる契約を締結。コープさっぽろがヘルスケア・ビューティケア・ホームケア商品の供給を受ける[22]。
  - 9月23日 - ボストンベイクと共同開発したパンを手稲曙5条店（札幌市手稲区）で販売開始[23][24]。
- 2023年（令和5年）
  - 7月25日 - サツドラHDがヤマト運輸とパートナーシップ協定を締結[25]。

## 店舗
2023年（令和5年）9月時点で、ドラッグストアを北海道に183店舗、福岡県に1店舗、沖縄県に4店舗、中華民国(台湾)に16店舗、調剤薬局を10店舗、アンテナショップを2店舗展開し、道内ではツルハに次ぐ規模を誇る。
道内外の観光地への出店やインバウンド向けの店舗づくりにも力を入れる。

### サツドラICHIBA
標準のドラッグストアに加えて、生鮮食品を取り扱う「サツドラICHIBA」が設置されている店舗がある。食品スーパー、惣菜メーカー、精肉メーカー3社がコンセッショナリー方式（売場を借りて出店する方式）で出店している。
- 東雁来11条店（札幌市東区） - 2018年12月13日開業[29]
- 千歳店（千歳市） - 2018年12月20日建て替えリニューアルオープン[30][31]
- 手稲曙5条店（札幌市手稲区） - 2021年9月23日開業[32]
- 西岡札大前店（札幌市豊平区） - 2022年11月16日開業[33]
- 八軒6条店 - 2024年11月29日開業[34][35]。

### ヤマト運輸に併設されている店舗
2023年（令和5年）7月にサツドラHDとヤマト運輸はパートナーシップ協定を締結している。それ以前から両社は効率的な物流を構築する上で連携を行っており、その一環としてヤマト運輸営業所内にサテライト店舗を設置している。
- ヤマト運輸雄武営業所店（紋別郡雄武町）[25][36]
- ヤマト運輸奥尻営業所店（奥尻郡奥尻町）[25][37]
- ヤマト運輸北海道幌延営業所店（天塩郡幌延町）[25][38]
- ヤマト運輸常呂営業所店（北見市常呂町）[25][39]

### 特徴ある店舗
- 北8条店（札幌市東区） - 2020年（令和2年）6月リニューアルオープン。
  - 旧店舗とJR北海道の鉄東社宅跡地に建設、社会医療法人朋仁会北新病院と併設。店舗には調剤薬局のサツドラ薬局北8条店や休憩ラウンジ、福岡県に本社がある惣菜店、むすんでひらいての弁当・惣菜コーナーがある。また2020年9月には店舗3階にサツドラホールディングスの本社を移転した[40]。
- ルスツ店 - 2018年6月16日開店。
  - 加森観光の従業員寮と一体となっており、1階を賃借し営業している[41]。
- 阿寒湖温泉店（釧路市阿寒町） - 2016年（平成28年）7月26日開店[42]、2020年（令和2年）7月31日閉店[43]。
  - 阿寒湖温泉街の中心部に所在した小型店。宿泊施設従業員やインバウンド向けに食料品、化粧品に特化していた[42]。
- 京都清水五条坂店（京都府京都市東山区） - 2018年（平成30年）11月11日開店[28][44]、2020年（令和2年）1月14日閉店[45]。
  - 清水寺へ向かう五条坂に位置した、店舗面積約63m2の超小型店舗[28]。インバウンド向けに食料品や化粧品に特化していたほか、北海道産生乳を使用したソフトクリームも販売していた[28][44]。

### ギャラリー

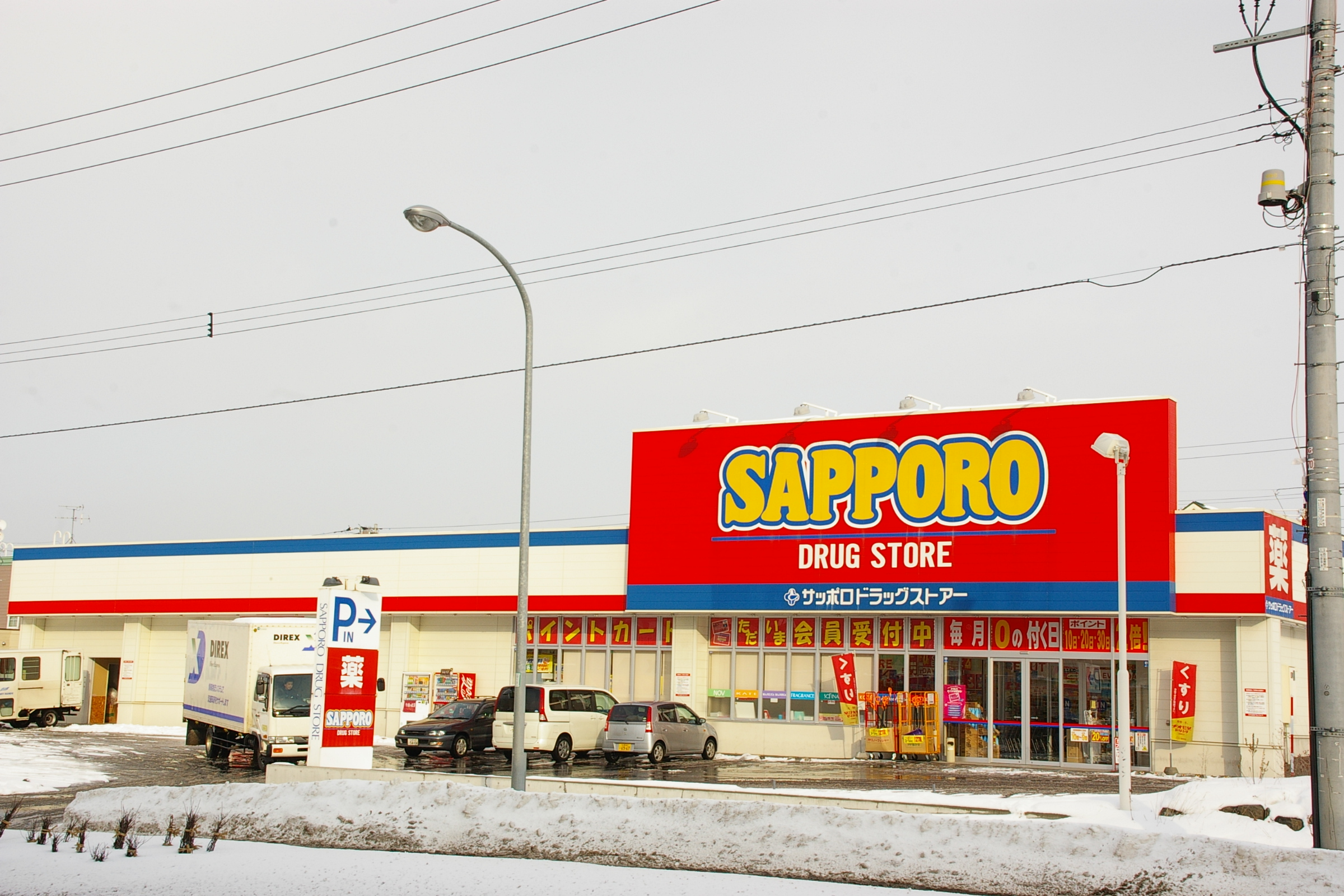
虹ヶ丘店・旧外装 （北広島市）
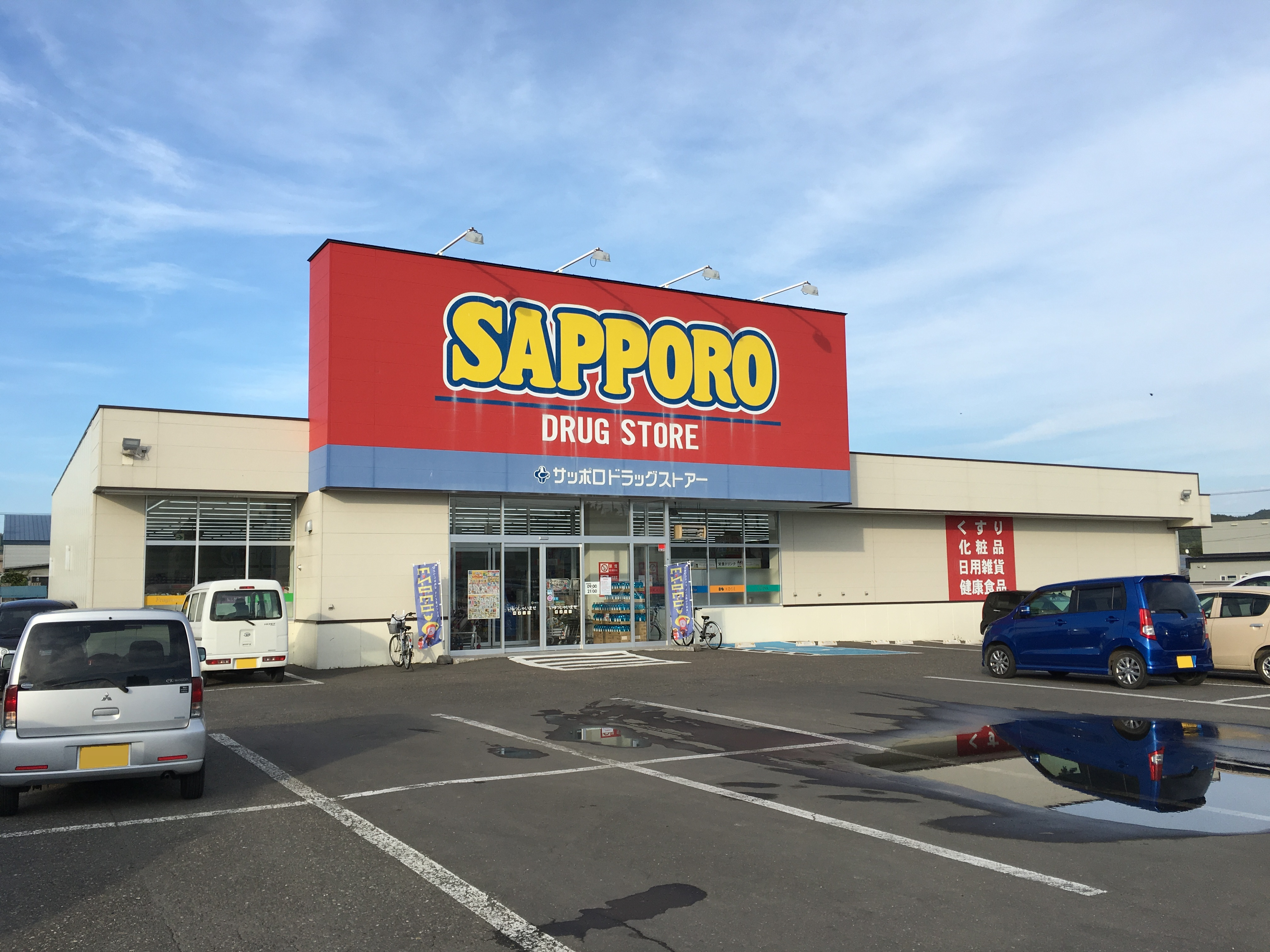
遠軽店・旧外装 （紋別郡遠軽町）
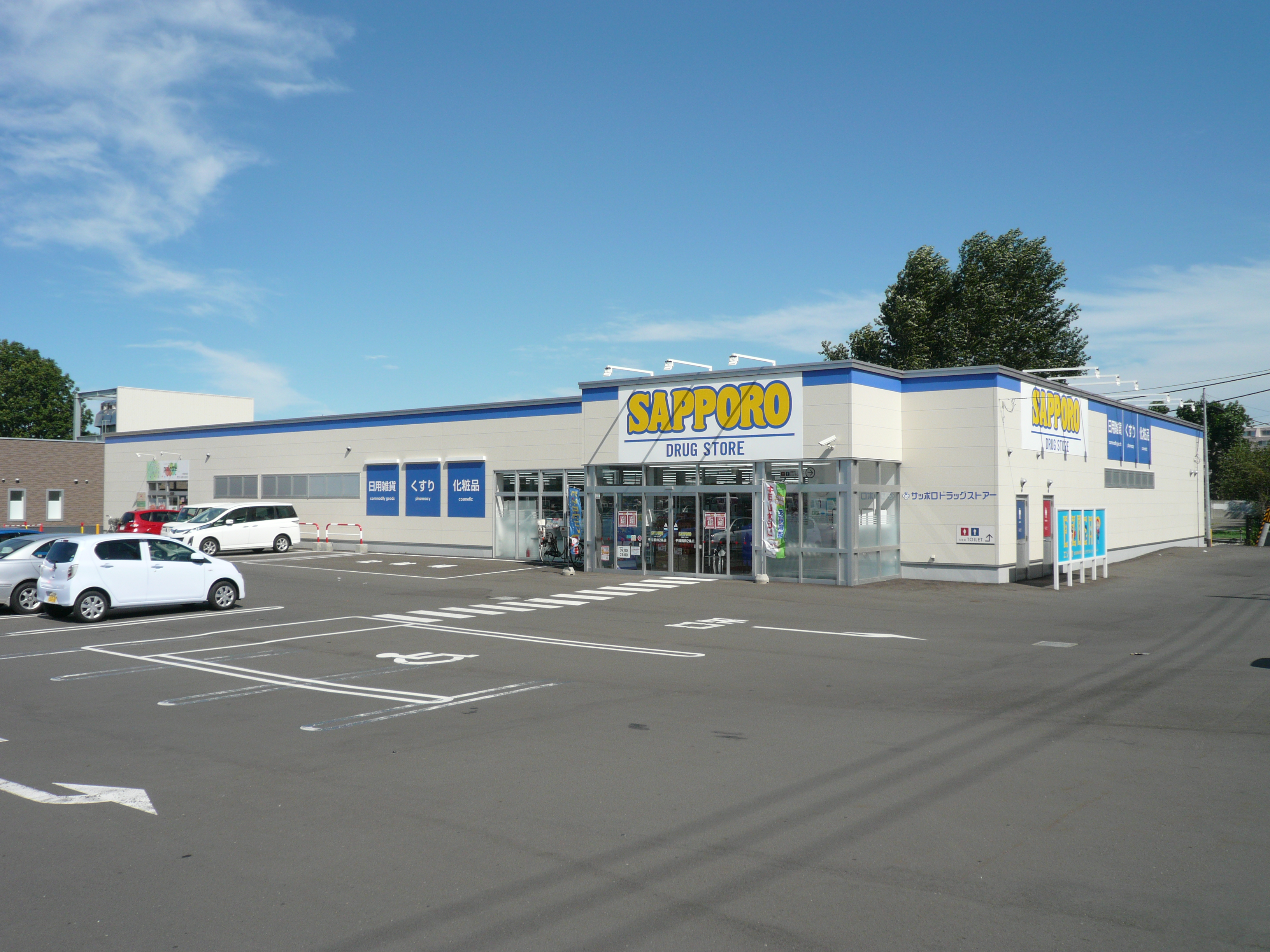
手稲前田2条店 （札幌市手稲区）
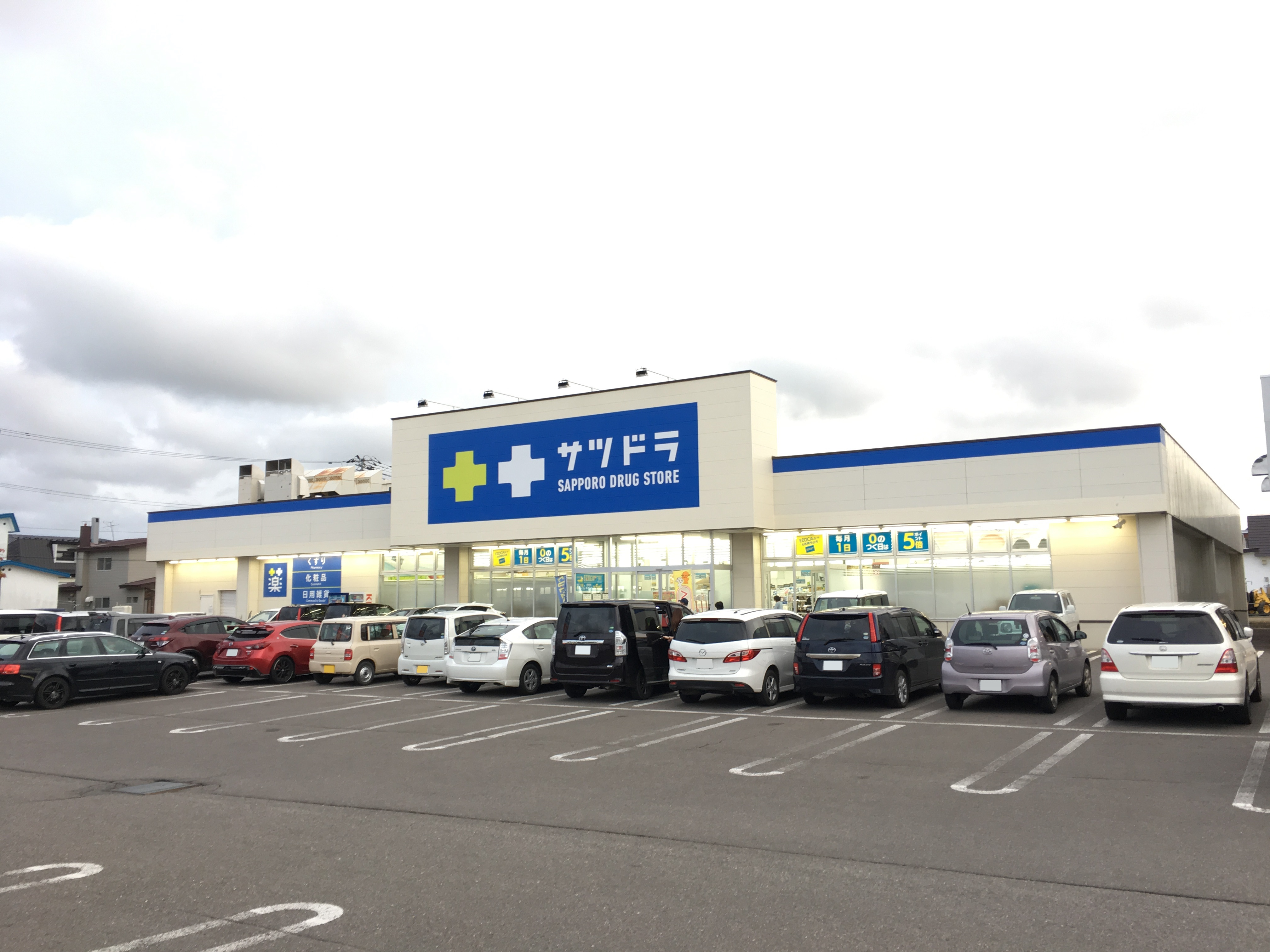
網走店 （網走市）
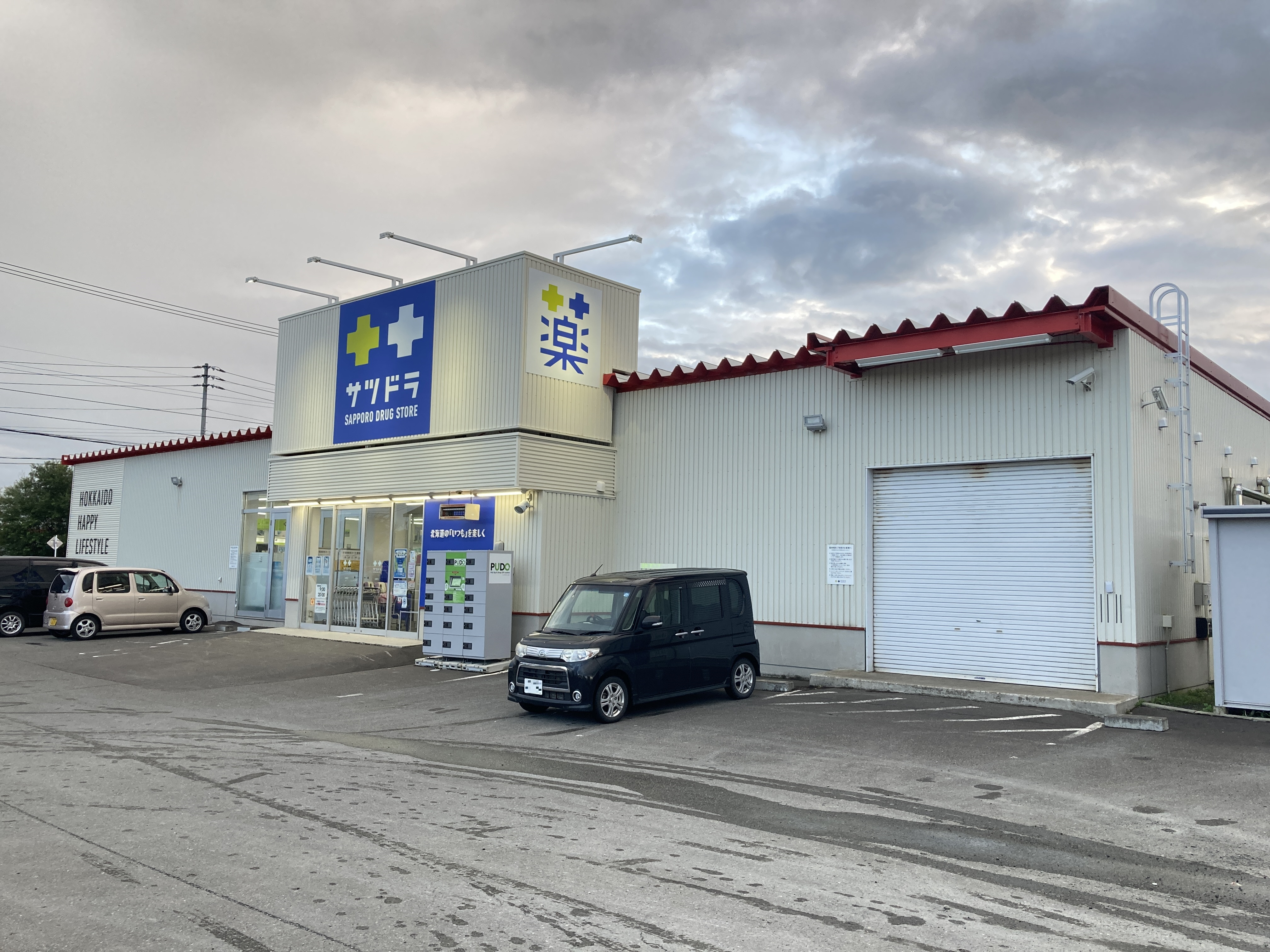
浜頓別店 （枝幸郡浜頓別町）
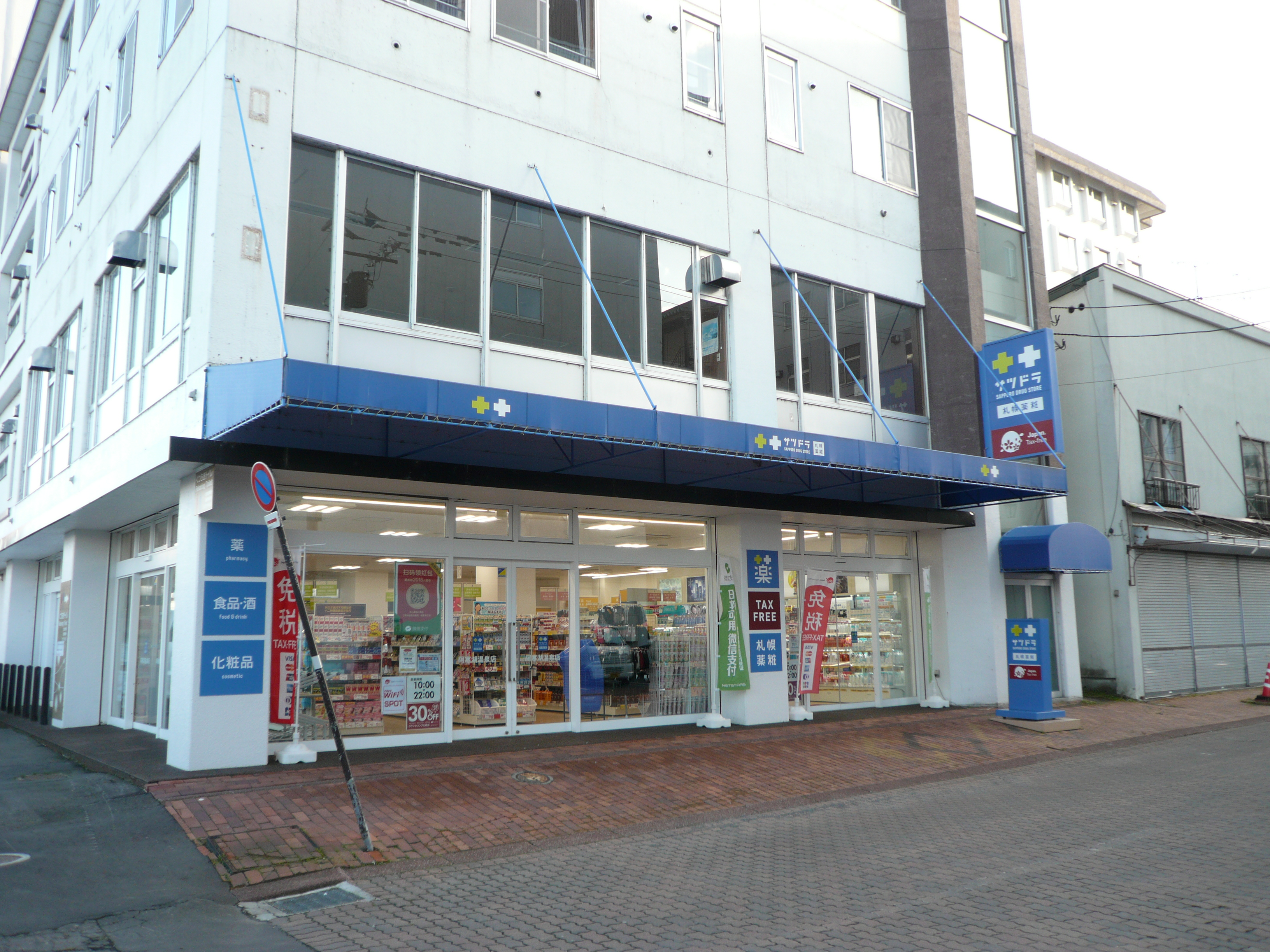
阿寒湖温泉店・閉店 （釧路市阿寒町）
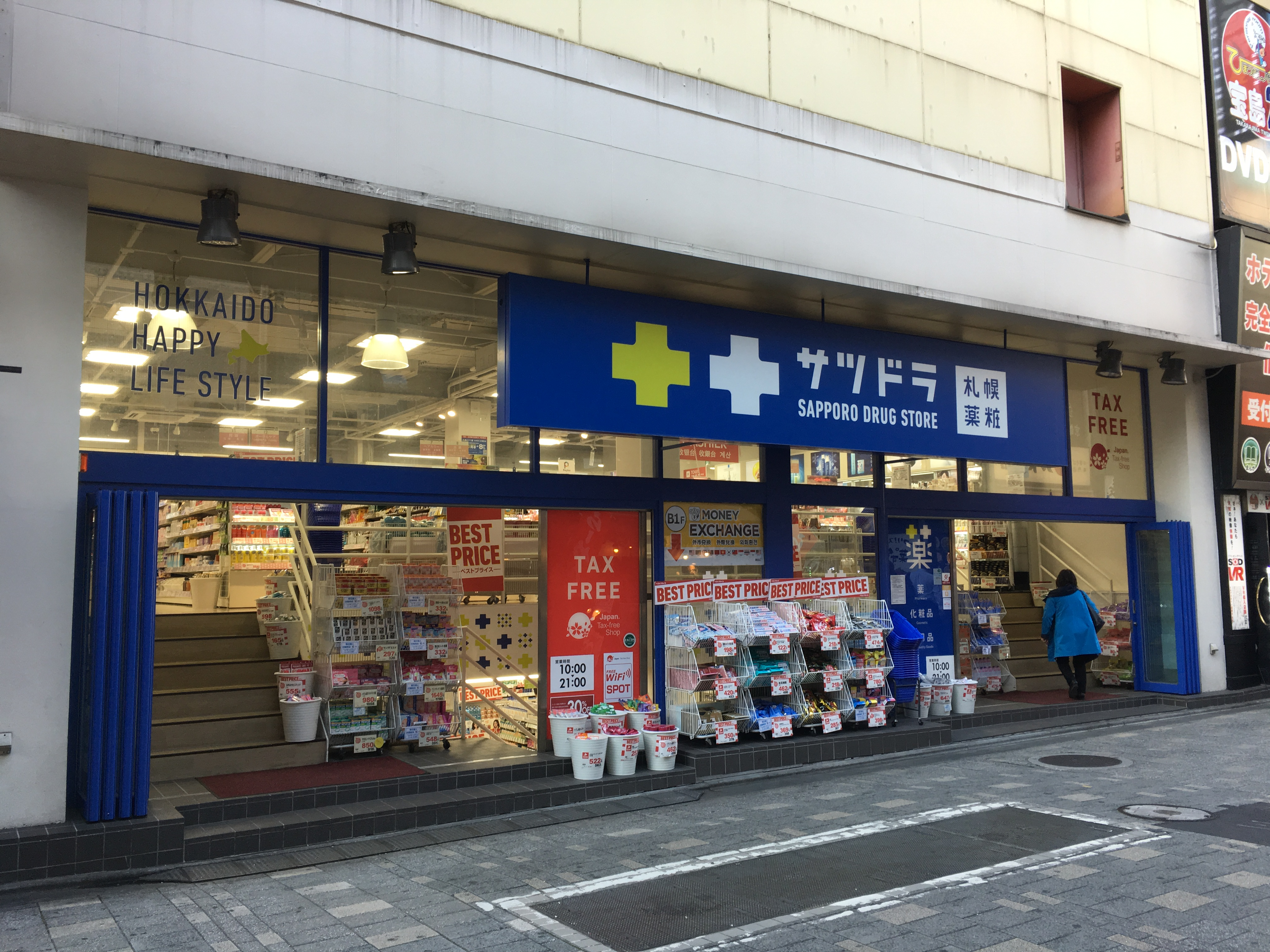
上野御徒町店・閉店 （東京都台東区）

## テレビ提供番組
- 「旅コミ北海道」（TVh：テレビ東京系）
- 「マチュアライフ北海道」（TVh：テレビ東京系）
- 「イチオシ!!」（HTB：テレビ朝日系）
- 「今日ドキッ!」（HBC：TBSテレビ系）